# Can Codina (Hostalric)
Can Codina és un edifici entre mitgeres, situat al nucli urbà d'Hostalric (Selva), al carrer Major número 3. És una obra que forma part de l'Inventari del Patrimoni Arquitectònic de Catalunya.

## Descripció
La casa, de planta baixa i dos pisos, està coberta per una teulada a una vessant, desaiguada a la façana principal (l'aigua desaigua de la teulada a través d'una canal), i a la part posterior per un terrat. A la façana principal, a la planta baixa, trobem el portal d'entrada en el qual hi ha la porta d'entrada a la botiga i a l'habitatge, i que a la vegada és l'aparador de la botiga.
El portal té la llinda de fusta (en realitat una biga originària del Castell d'Hostalric, a la que s'hi gravaren les inicials J.C.) i els brancals amb carreus de pedra. Sobre la llinda, un cartell de ferro frojat on hi diu "Codina". Al primer i segon pis, que segueixen la mateixa estructura, dos balcons amb llinda monolítica i brancals fets amb carreus de pedra. La llosana dels balcons també és de pedra i la barana de ferro forjat. Corona la façana una cornisa formada per motllures en filet.

## Història
Els propietaris conserven documents que demostren que la casa estava habitada per la família Codina, ferrers de professió, des del 1710. Durant la Guerra del Francès (1808-1814) Hostalric va tenir un important paper donant suport a l'entrada de queviures a la Girona assetjada i destorbant el pas a les tropes enemigues gràcies a la seva situació estratègica en una zona de pas. Per això als francesos els convenia prendre la vila. El primer atac va arribar el 7 de novembre del 1809 i només trobaren resistència a la Torre dels Frares i a l'església on un grup de gent s'hi havia fet fort. Alguns habitants es van poder refugiar al castell, d'altres van haver de fugir, ja que els francesos van cremar el poble. Això explica que la majoria dels habitatges siguin posteriors. No semblaria el cas de Can Codina que o bé escapà de les flames o només patí alguns danys i va poder ser refeta.